# Diamond Dallas Page
Dallas Page (rodným jménem Page Joseph Falkinburg Jr., 5. dubna 1956), známý pod svým ringovým jménem Diamond Dallas Page (zkráceně DDP), je americký instruktor jógy, bývalý profesionální wrestler a herec. V průběhu své zápasnické kariéry zápasil pro hlavní zápasnické promotérské společnosti World Championship Wrestling (WCW), World Wrestling Federation (WWF, nyní WWE), Total Nonstop Action Wrestling (TNA) a All Elite Wrestling (AEW).
Do wrestlingové branže poprvé pronikl v roce 1988 jako manažer v American Wrestling Association, kde působil devět měsíců, než v roce 1991 podepsal smlouvu s WCW. Během tohoto roku začal zápasit. Během deseti let se stal trojnásobným mistrem světa v těžké váze společnosti, dvojnásobným mistrem Spojených států v těžké váze společnosti, čtyřnásobným mistrem světa týmů WCW Tag Team a mistrem světa televize společnosti.[ujasnit] Je čtvrtým šampionem WCW Triple Crown, a jediným šampionem United States Heavyweight, který obhájil titul v hlavním zápase na akci World War 3 v roce 1998, když porazil Breta Harta na akci World War 3.
Po prodeji WCW v roce 2001 podepsal smlouvu s WWF, kde debutoval v hlavní soutěži červencové show Invasion a stal se mistrem Evropy WWF a mistrem světa WWF v kategorii týmů. Kvůli sérii zranění nechal v roce 2002 vypršet smlouvu se společností. V letech 2004 až 2005 působil v TNA a v hlavním zápase Destination X 2005 vyzval na souboj o titul NWA World Heavyweight Championship.
Dne 31. března 2017 byl Ericem Bischoffem uveden do Síně slávy WWE.
Od roku 2012 provozuje zásilkový a internetový obchod s fitness videi nazvaný DDP Yoga, který je založený na józe .

## Mládí
Narodil se v Point Pleasant ve státě New Jersey jako syn Sylvie a Page Falkinburga Sr. Uvedl, že je německého, irského a holandského původu. Falkinburg/Falkenburg je také název několika německých vesnic a nejméně tří německých hradů. Jméno "Dallas" vzniklo z jeho lásky k týmu Dallas Cowboys.
Jeho bratra Roryho a sestru Sally vychovávala babička z matčiny strany. Od svých tří do osmi let žil s otcem. Ve své autobiografii přiznal, že je dyslektik.
V prvním a druhém ročníku navštěvoval střední školu St. Joseph's High School (nyní Donovan Catholic High School) v Toms River ve státě New Jersey, první sezónu strávil v basketbalovém týmu JV a ve druhém ročníku se dostal do univerzitního týmu. Přestoupil na Point Pleasant Borough High School v Point Pleasant ve státě New Jersey, kde byl hvězdou basketbalového týmu Panthers. Krátce navštěvoval Coastal Carolina University v Jižní Karolíně, poté školu opustil a začal pracovat na plný úvazek.

## Filmografie
- First Daughter (1999) jako Dirk Lindman
- Hromy a blesky (2000) jako sám sebe
- Milionový závod (2001) ve vystřižené scéně
- Nice Guys (2005) jako elegantní chlapík
- The Devil's Rejects (2005) jako Billy Ray Snapper
- 40 let panic (ve vystřižené scéně)
- Jack's Law (2006) jako Spider Benson
- Hood of Horror (2006) jako Jersey
- Splinter (2006) jako detektiv Stiles
- Driftwood (2006) jako kapitán Kennedy
- Knight Fever (2008)
- Sensory Perception (2010) jako Mr. Harrington
- Pizza Man (2011) jako Kryder
- Stíny temnoty (2012) jako Skullbucket
- Vengeance (2014) jako Spider Benson
- The Murders of Brandywine Theater (2014) jako strážník Carwin
- The Resurrection of Jake the Snake (2015) jako sám sebe
- The Bet (2016) jako Mr. Baker
- The Guardians of Justice (2022) jako Knight Hawk
- High Heat (2022) jako Dom
- Homestead (2023) jako Lewis

## Osobní život
V roce 2003 si nechal legálně změnit jméno na Dallas Page.
Dne 1. prosince 1991 se oženil s Kimberly Pageovou. Dne 3. července 2004 oznámili přátelský rozchod a v roce 2005 se rozvedli.
V roce 2015 se oženil s Brendou Nair. V roce 2019 se rozešli. Rozvod byl dokončen v roce 2020.
V roce 2021 se oženil s Payge McMahonovou.
Má dvě dcery, Brittany a Kimberly, dvě nevlastní dcery, Lexy a Rachel Nairovy.

## Úspěchy a ocenění
- Cauliflower Alley Club
  - Jason Sanderson Humanitarian Award (2015)
  - Men's Wrestling Award (2015)
- George Tragos/Lou Thesz Professional Wrestling Hall of Fame
  - Frank Gotch Award (2014)
- Pro Wrestling Illustrated
  - Feud of the Year (1997) vs. Randy Savage
  - Most Hated Wrestler of the Year (1999)
  - Most Improved Wrestler of the Year (1995)
  - Ranked No. 4 of the top 500 singles wrestlers of the year in the PWI 500 in 1997 and 1998
  - Ranked No. 65 of the top 500 singles wrestlers of the PWI Years in 2003
- Swiss Wrestling Federation
  - SWF Heavyweight Championship (1x)
- World Championship Wrestling
  - WCW World Heavyweight Championship (3x)
  - WCW World Television Championship (1x)
  - WCW United States Heavyweight Championship (2x)
  - WCW World Tag Team Championship (4x) – s Bam Bam Bigelow (1), Bam Bam Bigelow a Chrisem Kanyonem (1), a Kevinem Nashem (2)
  - Fourth WCW Triple Crown Champion
  - Lord of The Ring Tournament (1996)
- World Wrestling Federation/WWE
  - WWF European Championship (1x)
  - WWF Tag Team Championship (1x) – s Chrisem Kanyonem
  - WWE Hall of Fame (Class of 2017)
- Wrestling Observer Newsletter
  - Best Wrestling Maneuver (1997) Diamond Cutter
  - Most Improved (1996)
  - Worst Gimmick (2001)